# La violència genera violència

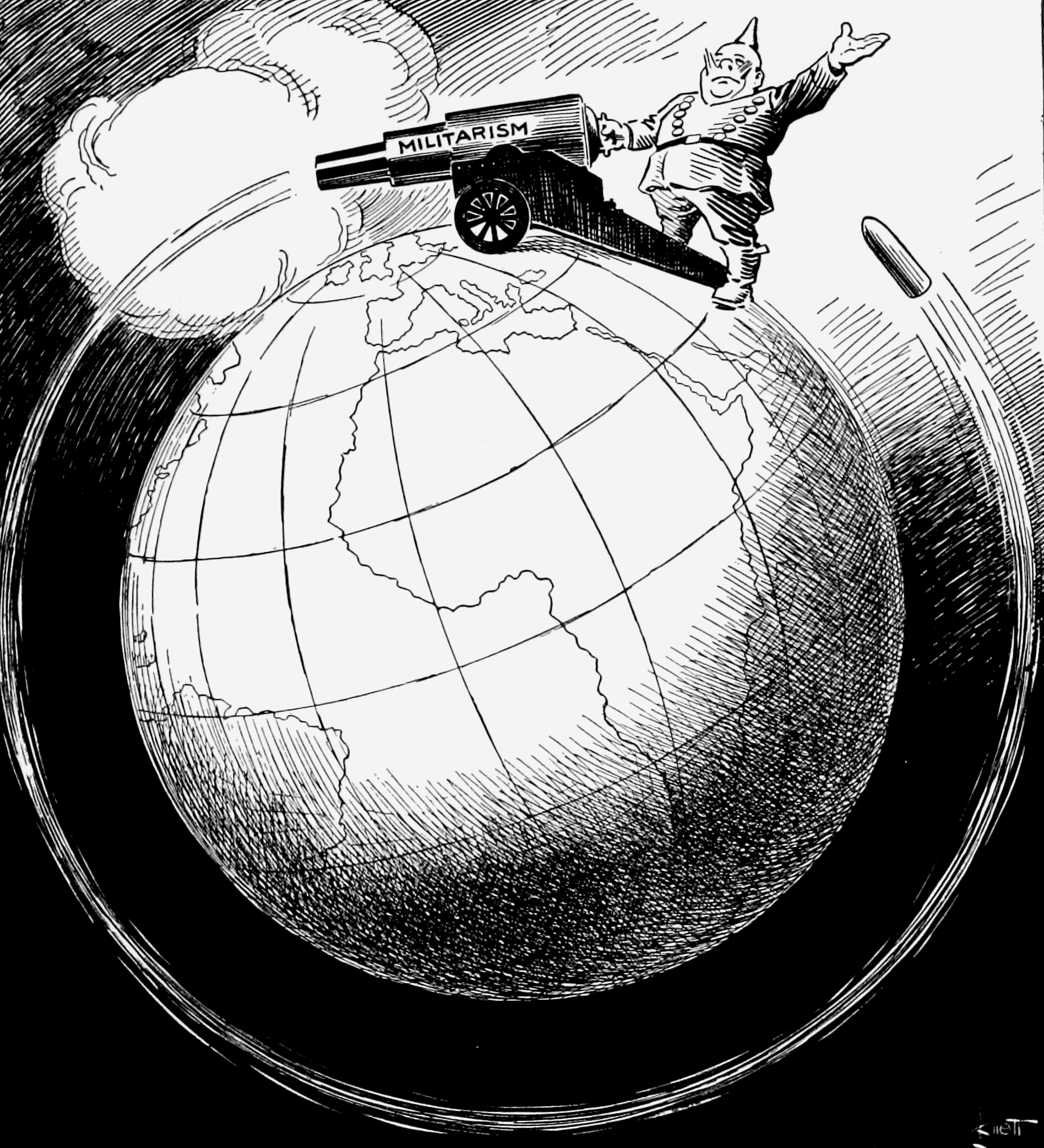
Dispara més enllà del que somia de John F. Knott, Març de 1918.

La frase «la violència genera violència» (o «l'odi genera odi») és un proverbi que significa que el comportament violent promou altres comportaments violents. La frase ha estat utilitzada durant més de cinquanta anys.

Es tracta d'un concepte descrit en l'Evangeli segons Mateu,［Mateu 26:52］ on es descriu un deixeble (identificat en l'Evangeli segons Joan com a Sant Pere) desembeinant una espasa per resistir contra la detenció de Jesús, i llavors el mestre li va dir que guardés l'arma, perquè 
«tots els qui empunyen l'espasa, per l'espasa moriran».

## Paraules de Martin Luther King
Martin Luther King (1929–1968) va utilitzar aquesta frase quan va dir:
| «                    | (anglès) Hate begets hate; violence begets violence; toughness begets a greater toughness. We must meet the forces of hate with the power of love... Our aim must never be to defeat or humiliate the white man, but to win his friendship and understanding. | (català) L'odi causa odi; la violència causa violència; la resistència causa una major resistència. Hem de fer front a les forces de l'odi amb el poder de l'amor... El nostre objectiu no ha de ser mai derrotar o humiliar l'home blanc, sinó guanyar la seva amistat i comprensió. | » |
| — Martin Luther King | | |   |

| «                    | (anglès) The ultimate weakness of violence is that it is a descending spiral begetting the very thing it seeks to destroy, instead of diminishing evil, it multiplies it. Through violence you may murder the liar, but you cannot murder the lie, nor establish the truth. Through violence you may murder the hater, but you do not murder hate. In fact, violence merely increases hate. Returning violence for violence multiplies violence, adding deeper darkness to a night already devoid of stars. Darkness cannot drive out darkness; only light can do that. Hate cannot drive out hate; only love can do that. | (català) La màxima feblesa de la violència és que és una espiral descendent causant el mateix que busca destruir, en comptes de disminuir el mal, el multiplica. A través de la violència es pot matar el mentider, però no es pot matar la mentida, ni establir la veritat. A través de la violència es pot assassinar l'enemic, però no assassinar odi. De fet, la violència simplement augmeta l'odi. Retornant violència per violència multiplica la violència, i augmenta la foscor en una nit ja desproveïda d'estrelles. La foscor no pot expulsar a la foscor; només la llum pot fer-ho. L'odi no pot expulsar l'odi; només l'amor pot fer això. | » |
| — Martin Luther King | | |   |